# Kalenivka, Orativ
Kalenivka (în ucraineană Каленівка) este un sat în comuna Uharove din raionul Orativ, regiunea Vinnița, Ucraina.

## Demografie
Componența lingvistică a localității Kalenivka
     Ucraineană (98,48%)
     Rusă (1,52%)
Conform recensământului din 2001, majoritatea populației localității Kalenivka era vorbitoare de ucraineană (98,48%), existând în minoritate și vorbitori de rusă (1,52%).